# Maclura tinctoria
Maclura tinctoria (tatajyva del guaraní significa "brazo del fuego")  es una especie de la familia Moraceae, usada como tinte y nativa de toda América.

## Descripción
Árbol semiperennifolio de tamaño mediano a grande, alcanzando hasta 30 m de altura y 90 cm de DAP. Su tronco es corto y posee una copa abierta e irregular. Los ejemplares mayores suelen tener contrafuertes en la base. La corteza es pardo grisácea con numerosas lenticelas amarillentas, agrietada y escamosa, desprendiéndose en piezas irregulares. Los tallos jóvenes producen un látex blanquecino, las ramas jóvenes y ramillas están a menudo armadas con espinas cortas y rígidas. Las hojas miden 5-15 cm de largo y de 2 a 6 cm de ancho, son simples, alternas, dispuestas en dos hileras y tienen un peciolo corto. Su forma es oval, acabadas en punta y con la base plana o cordada. Pueden ser enteras, aserradas, dentadas o hasta lobuladas. Las flores masculinas y femeninas ocurren en árboles diferentes (especie dioica). Las masculinas aparecen en amentos (cordoncitos colgantes) y las femeninas en cabezuelas solitarias de 4-5 mm de diámetro. Los frutos sincarpos, son pequeños, comestibles y dispuestos en cabezuelas de 1-2 cm de diámetro. Contienen una pulpa carnosa y comestible. Son verdes cuando jóvenes y rojos cuando maduran. En el exterior tienen pequeños pelitos. Contienen gran número de semillas planas color café, de 2-3 mm de largo, con una base redondeada y acabadas en punta.

## Distribución y hábitat
Su distribución es amplia, desde buena parte de México a través de América Central y las Antillas hasta América del Sur (Colombia, Venezuela, Ecuador, Perú, Paraguay Norte de Argentina). En México se distribuye en la vertiente del pacífico en los estados de Sonora (porción sur), Sinaloa, Nayarit , Jalisco, Colima, Guerrero, Oaxaca y Chiapas, en la vertiente del Golfo de México, en los estados Tamaulipas (porción sur), Veracruz, Tabasco, Campeche y la Península de Yucatán.
Esta especie crece en un amplio rango ambiental: bosque tropical y subtropical húmedo y seco, y en América Central en pastos y sabanas. Es muy raro encontrarla en bosques primarios, pero más común en bosques secundarios. Prefiere sitios húmedos, a menudo creciendo cercana a ríos y arroyos, pero también tolera suelos secos. Es una especie heliófita ligera y crece razonablemente rápido a plena luz, pero también tolera algo de sombra cuando está joven. Tolera suelos poco profundos y prospera en suelos pobres. Prefiere suelos calcáreos, pero también se encuentra en suelos aluviales arenosos cercanos a corrientes de agua. En cuanto a textura prefiere suelos arcillo arenosos fértiles. Prefiere suelos bien drenados, pero tolera inundaciones por cortos periodos de tiempo. Su distribución altitudinal varía en elevaciones de 0 a 1,400 m s. n. m.

## Estado de conservación
Se conoce muy poco del estado de conservación de esta especie en México. Es una especie con diferentes usos, ya que es comestible su fruto, se extraen colorantes para la industria textil y su madera es de buena calidad, utilizada en gran medida a nivel local. En México esta especie no se encuentra bajo alguna categoría de riesgo de la norma 059 de la SEMARNAT 2010, en México. Tampoco está  bajo alguna categoría internacional de riesgo de Unión Internacional para la Conservación de la Naturaleza la (IUCN).

## Usos
Esta mora tintórea proporciona un tinte que da un color amarillo brillante y actúa con rapidez en los tejidos cuando se usa con mordientes. Se puede mezclar con otros tintes y otros mordientes para producir una gama de colores que van
del amarillento al verdoso. El color caqui típico de la ropa de soldados se puede obtener con la mora. Su madera se utiliza para la fabricación de chapa de muy buena calidad y para aserrío. Presenta algunos problemas en su manejo pues es muy dura y pesada y posee ciertas cantidades de resinas. No obstante, se sugiere para usos futuros en la fabricación de duelas y parquet.
Otras variantes de color se pueden obtener así:
- con añil o índigo: verdes brillantes.
- con bicromato de potasa: oro viejo.
- con Palo Campeche y bicromato de potasa: verdes amarillentos.
- con sulfato de cobre: verdes oliváceos.
- con sulfato de hierro: verdes oscuros.

## Nombres comunes
charaguanaye hembra,
mora (Costa Rica),
moral silvestre, tataiba, tatayiba (Paraguay)
fustete, mora blanca, moral (Cuba),
moral, Palo de mora (nombres más utilizados en su área de distribución) Moral amarillo (San Luis Potosí), Tzitzig, Tsitsil (huasteco, San Luis Potosí), Fustic, Lunda-e quec (chol, Oaxaca), Mora lisa, Mora de clavo (Tabasco), Palo amarillo (Jalisco), Yaga-huil, Ya-huil (zapoteco, Oaxaca).